# Program edukacyjny
Program edukacyjny (ang. educational program) – program wspomagający proces nauczania i sprawdzanie wiedzy. Można wyróżnić:
- elektroniczne podręczniki – przekazują pewien zasób wiedzy;
- programy wspomagające powtarzanie i zapamiętywanie – tzw. nauczanie programowane (ang. drill and practice), pomocne np. przy nauce języków obcych;
- programy testujące.